# رسم صيني
الرسم الصيني أو الرسم على الخزف هو عبارة عن زخرفة الأشياء الخزفية المطلية مثل الصحون أو الأواني أو المزهريات أو التماثيل. قد يصنع هذا الشيء المراد زخرفته من الخزف الصلب، الذي طُوّر في الصين في القرن السابع أو الثامن، أو من الخزف اللين (أحيانًا الخزف العظمي الصيني) الذي طور في القرن الثامن عشر في أوروبا. يشمل المصطلح الأوسع للرسم على الخزف، الرسم الزخرفي على الفخار المطلي بالقصدير مثل الفخار المزجج أو الفخار المزجج بالقصدير كالمايوليكا أو القيشاني.
عادة ما يوضع الجسم في البداية ضمن فرن لتحويله إلى سائل أو عجينة صلبة المسام. يمكن بعد ذلك تطبيق الزخرفة التي تسبق مرحلة التلميع، ومن ثم يُطبق الطلاء الزجاجي الذي يُسخّن ليلتصق بالجسم جيدًا. يمكن الرسم على الخزف المطلي بعد ذلك باستخدام زخارف سطحية تُسخن مرة أخرى لإلصاقها مع الطلاء المزجج. تستخدم معظم القطع تقنية واحدة فقط، إذ تطبق الرسوم إما قبل التزجيج أو بعده، يشار إلى الأخيرة عادة باسم «المطلية بالمينا». من الممكن تطبيق الزخارف إما باستخدام فرشاة أو من خلال الطباعة عبر المرسام أو طباعة النقل أو الطباعة الحجرية والطباعة باستخدام الشبكة.
طورت الرسومات الخزفية في الصين ونُقلت فيما بعد إلى كوريا ومن ثم إلى اليابان. اكتشف الخزف الصيني المزخرف منذ القرن التاسع في الشرق الأوسط. كان للخزف التجاري في تلك المنطقة مواضيع وزخارف إسلامية. بدأت التجارة مع أوروبا في القرن السادس عشر. اكتشف المصنعون الأوروبيون مع حلول بدايات القرن الثامن عشر كيفية صنع الخزف. أنشئت العديد من مصانع الخزف بعد مصنع مايسن في ساكسونيا في كل من ألمانيا وفرنسا وبريطانيا ودول أوروبية أخرى وتطورت التقنيات والأساليب أيضًا. تشبه الزخارف التي نُفذت يدويًا على الأطباق والمزهريات من القرن التاسع عشر اللوحات الزيتية. أصبح الرسم الصيني في الجزء الأخير من القرن التاسع عشر هواية راقية ومحترمة لنساء الطبقة المتوسطة في أمريكا الشمالية وأوروبا. تجدد الاهتمام مؤخرًا بالرسم الصيني كشكل من أشكال الفنون الجميلة.

## جوانب تقنية

### المعجون
يعرّف الصينيون الخزف بأنه نوع من الفخار القاسي مكثّف ودقيق الحبيبات، لا يمكن خدشه بواسطة سكين ويتردد صداه بنغمة موسيقية واضحة عند الضرب عليه وليس من الضروري أن يكون أبيض اللون أو شفاف. يصنع هذا الخزف من معجون قاسي يتكون بشكل أساسي من الطين الصيني أو «كيلن». يمزج هذا الطين مع «بيتشنز» أو الحجارة الصينية. يُحضر الطلاء من البيتشنز الممزوج مع سائل الليمون وتقل كمية سائل الليمون في الأنواع الأعلى جودة. يمنح سائل الليمون الطلاء لمعانًا من اللون الأخضر أو الأزرق، بالإضافة إلى سطح خارجي رائع ومظهرًا يوحي بالعمق. يُسخّن الخزف العجيني القاسي إلى درجة حرارة تتراوح بين 1260 إلى 1300 درجة مئوية (2300-2370 درجة فهرنهايت).
اختُرع الخزف العجيني الطري في أوروبا، إذ استُخدم في بريطانيا نحو عام 1745 نوع من الطين الأبيض المعرض للحرارة بالإضافة إلى عجينة الزجاج. عجينة الزجاج هي عبارة عن مادة مذيبة تحول القطع الصلبة إلى قوام زجاجي عندما تتعرض للحرارة في الفرن. يسخن الخزف العجيني الطري إلى درجة حرارة تتراوح بين 1000 إلى 1100 درجة مئوية (1830-2010 درجة فهرنهايت). يجب رفع درجة حرارة الفرن بدقة إلى درجة حرارة معينة لتتحول القطع الصلبة إلى قوام زجاجي، ولكن ليس أعلى من المطلوب وإلا فإن القطع سترتخي وتتشوه. إن الخزف العجيني الطري شفاف ويمكن وضعه ضمن أوعية، ويصبح مشابهًا في المظهر والخواص للخزف العجيني القاسي بعد تسخينه. 
اقتُرح في ألمانيا عام 1689 استخدام عظام الحيوانات المتكلسة في الخزف، لكن لم ينتج الخزف أو العاج الصيني إلا في بريطانيا وأصدرت أول براءة اختراع بشأنه في عام 1744. أُتقنت صناعة هذا النوع من الخزف من قبل جوزايا سبود (1733-1797) من ستوك-أبون-ترينت في إنجلترا. تتكون التركيبة الأساسية من: 50% من عظام الماشية المتكلسة و25% من حجر الكورنيش و25% من الطين الصيني. يُستخرج الطين والحجر من الغرانيت. إن الحجر هو عبارة عن مذيب فلسباري يعمل على إذابة وربط المكونات الأخرى مع بعضها البعض. يعطي العظم القوة للزجاج ويحافظ على شكله خلال عملية التسخين. تكون المادة الناتجة قوية بيضاء وقليلة الشفافية ويتردد صداها عندما يُضرب عليها. تسخن حتى درجة حرارة متوسطة تصل إلى 1200 درجة مئوية (2190 درجة فهرنهايت) مما يعطيها قوامًا أفضل بكثير من الأشياء المصنوعة من المعجون الطري وعجينة الزجاج. لأن درجة حرارة تسخينها أقل من الدرجة اللازمة للخزف الحقيقي، يحافظ عدد أكبر من الأكاسيد المعدنية على تركيبها وتلتصق بالسطح. مما يعطي مجالًا لونيًا أوسع في الزخرفة. 
تتضمن الأواني الفخارية الفخار المصقول بالقصدير والخزف الفيكتوري «ماهوليكا» والخزف المطلي والقيشاني المصنوع من الطين أو التراب مما يعطي عجينة لينة. الأواني الخزفية لونها عاتم ونسيجها خشن نسبيًا، بينما يتميز الخزف بكونه نصف شفاف ونسيجه عبارة عن بلورات دقيقة عالقة في أرضية زجاجية شفافة.